# 金港高速公路
金边至西哈努克港高速公路，简称金港高速，柬埔寨高速公路网编号为E4，是柬埔寨的首条高速公路。起点为金边，途经干丹省、磅士卑省、戈公省，终点在西哈努克市，全长187.05公里，双向4车道。金港高速在2019年开工，于2022年10月1日开放通行。金港高速属中华人民共和国、柬埔寨两国共建的“一带一路”重点项目，由中华人民共和国中央企业中交路桥建设公司投资建设。

## 简介
金港高速公路连接柬埔寨首都金边和最大海港西哈努克港，全长187.05公里，双向4车道，全线设有8个收费站、3个服务区和1个停车区，设计速度100公里/小时，最高限速120公里/小时，全程需时约2小时。金港高速沿途经过6县、1区、2市、31个乡镇和110个村庄，有近6成的路线与4號國道并行。金港高速公路由中交路桥建设投资建设，采用BOT模式运作，项目合同金额20.19亿美元，特许经营期54年，包含建设期4年、运营期50年。家用车行走全线路费为12美元，大型卡车往返费用为60美元。金港高速以中国大陸技术、中国大陸标准兴建，并在运营中采用中国大陸高速公路服务管理理念。

## 历史
金边是柬埔寨的政治、经济中心，西哈努克港是柬埔寨最大的深水港，也是柬埔寨最大的对外贸易中心。但来往两地需要行走4號國道，《人民日报》记者实测，通过国道来往两地耗时快则5小时，慢则8个小时，两地的发展受交通的制约。中国路桥原计划通过政府框架兴建金边至西哈努克港的高速公路。2013年，依照柬埔寨政府建议，项目改为BOT模式推动。2016年，双方签署投资框架协议后，中国路桥与柬埔寨政府相关部门开展商务谈判。
2018年1月11日上午，在中华人民共和国总理李克强与柬埔寨王国首相洪森的见证下，柬埔寨公共工程和运输部部长孙占托和中国交建集团董事长刘起涛代表双方签署《金边至西哈努克省高速公路特许权协议》。12日下午，柬埔寨首相接见金港高速公路投资方中交集团董事长刘起涛，表达迫切期待高速公路早日落成的意愿。3月，柬埔寨政府接受中国交建提供的金港高速发展总蓝图，柬埔寨财经部成立专项委员会，负责处理公路用地的收购工作。 5月，金港高速线路图向社会公开。6月，柬埔寨发展理事会通过金港高速项目，预计年内开建。
2019年3月22日，金港高速在柬埔寨磅士卑省举行开工仪式。柬埔寨首相洪森、中华人民共和国外交部副部长孔铉佑、中华人民共和国驻柬埔寨大使王文天、柬埔寨公共工程与运输大臣孙占托、中交路桥建设董事长卢山等两国代表以及当地民众约1万人出席了开工仪式。2019年6月18日，金港高速正式动工。
2020年，金港高速公司成立了金港高速公路中心实验室，开展金港高速项目的试验检测工作。2021年6月，金港高速完工55%，7月完工63%。次年，1月完工80%，6月完工93%。2022年7月15日，金港高速全线数据联网调试并全部调通，标志着金港高速公路具备了正式通行收费条件。此时金港高速完工95%，仅剩少量工作需要完成。9月3日至4日，以“感谢和平”为主题的大型自行车赛，在即将通车的金港高速举行。9月20日，金港高速公路成立高速交警大队，为即将到来的通车做准备。
2022年10月1日，即中华人民共和国国庆日当日，金港高速开始通车试运营。柬埔寨首相洪森宣布，作為柬埔寨歷史上第一條高速，金港高速將於10月1日至31日免費試運營，11月至次年10月实行八折收费，此后按正常标准收费。
2023年1月，金港高速开通三个月以来，累计车流量超过100万辆次。11月，据柬埔寨公共工程与交通运输部统计，金港高速车流量达到近470万次，而金港高速公司统计车流量超过则519万辆次。截至2024年6月1日，累计车流量超过830万辆次。

## 技术
由于柬埔寨气候常年高温多雨，及金边至西哈努克港之间多有重载车辆行驶，路面需抗高温及重载。金港高速项目在柬埔寨首次创新应用改性沥青技术，将普通的基质沥青在加工厂转变为高品质SBS改性沥青，用于全线沥青面层铺设。与此同时，在铺设过程中，项目用一部分石灰岩细集料替换砂岩细集料，解决了与沥青的黏附性较差的难题。不仅如此，项目采用水泥稳定碎石双层连铺施工工艺，此项技术使得路面底基层间粘连性更强，养护成本更低。
金港高速穿越基里隆国家公园，周边有大量的野生动物。为防止它们在触碰到隔离铁丝网时受伤，项目在此区域长达21公里的隔离铁丝网两侧增设防护板，并建设了多处动物专用通道，以保证道路两侧的各种动物皆可自由穿越迁移。

## 评价
柬埔寨首相洪玛奈称柬埔寨全国民众对这条高速公路感到满意和开心，并称赞中国路桥公司能够建设具标准和高质量的高速公路，并有效地对其进行经营和管理。柬埔寨副首相孙占托表示，金港高速公路安全便捷的特性彻底改变了民众出行方式，明显提升了区域公路网通行能力，有效带动了柬埔寨社会与经济发展。柬埔寨公共工程与交通部官员表示，高速公路促进了当地人员出行和货物运输，为乘客提供了省时、便利且安全的出行方式。这条高速公路是一条关键的战略路线，它连接金边与西哈努克港两地，为柬埔寨社会经济和旅游发展带来巨大好处。

## 争议
2021年10月27日，柬埔寨政府多部委强拆了多栋居民楼房。有被强拆居民反映，柬埔寨官方对房屋拆迁只赔偿3万美元，这些金额不足以购买新的房产，因此他们没有接受拆迁方案。柬埔寨财政部称，事前已经多次地价核算及沟通，但仍有21户居民不满足于赔偿金。柬埔寨人权组织LICADHO监督副主任安萨马表示，政府不应该拆除人们的房屋，而应使用更好的方案机制来保护人们的权利。

## 互通枢纽及服务设施
| 地区                                                                                         | 里程 | 类型                              | 名称           | 连接           | 说明 |
| -------------------------------------------------------------------------------------------- | ---- | --------------------------------- | -------------- | -------------- | ---- |
| 金边市                                                                                       | 0    | 主线出入口 · 主线收费站           | 金边           | 金边           |      |
| 实居省 三隆栋县                                                                              | 26   | 出入口                            | 实居东         | 4號國道        |      |
| 实居省 三隆栋县                                                                              | 40   | 停车场 · 加油设施 · 修车站 · 餐厅 | 实居东停车区   | 实居东停车区   |      |
| 实居省 三隆栋县                                                                              | 43   | 出入口                            | 实居西         | 4號國道        |      |
| 实居省 尖山县                                                                                | 63   | 停车场 · 加油设施 · 修车站 · 餐厅 | 实居西服务区   | 实居西服务区   |      |
| 实居省 尖山县                                                                                | 76   | 出入口                            | 登德永         | 4號國道        |      |
| 西哈努克省 甘榜塞拉区                                                                        | 109  | 停车场 · 飲料小吃                 | 甘榜塞拉服务区 | 甘榜塞拉服务区 |      |
| 西哈努克省 甘榜塞拉区                                                                        | 114  | 出入口                            | 甘榜塞拉       | 4號國道        |      |
| 西哈努克省 甘榜塞拉区                                                                        | 135  | 出入口                            | 盐田县         | 4號國道        |      |
| 西哈努克省 泉仔港                                                                            | 156  | 停车场 · 加油设施 · 修车站 · 餐厅 | 泉仔港西服务区 | 泉仔港西服务区 |      |
| 西哈努克省 斯登哈县                                                                          | 172  | 出入口                            | 斯登哈         | 斯登哈         |      |
| 西哈努克省 西哈努克自治县                                                                    | 187  | 主线出入口 · 主线收费站           | 西哈努克       | 4號國道        |      |
| 1.000 英里 = 1.609 千米；1.000 千米 = 0.621 英里 并行路段 • 已关闭／取消 • 限制进入 • 未开放 |      |                                   |                |                |      |